# Malisev Gépgyár

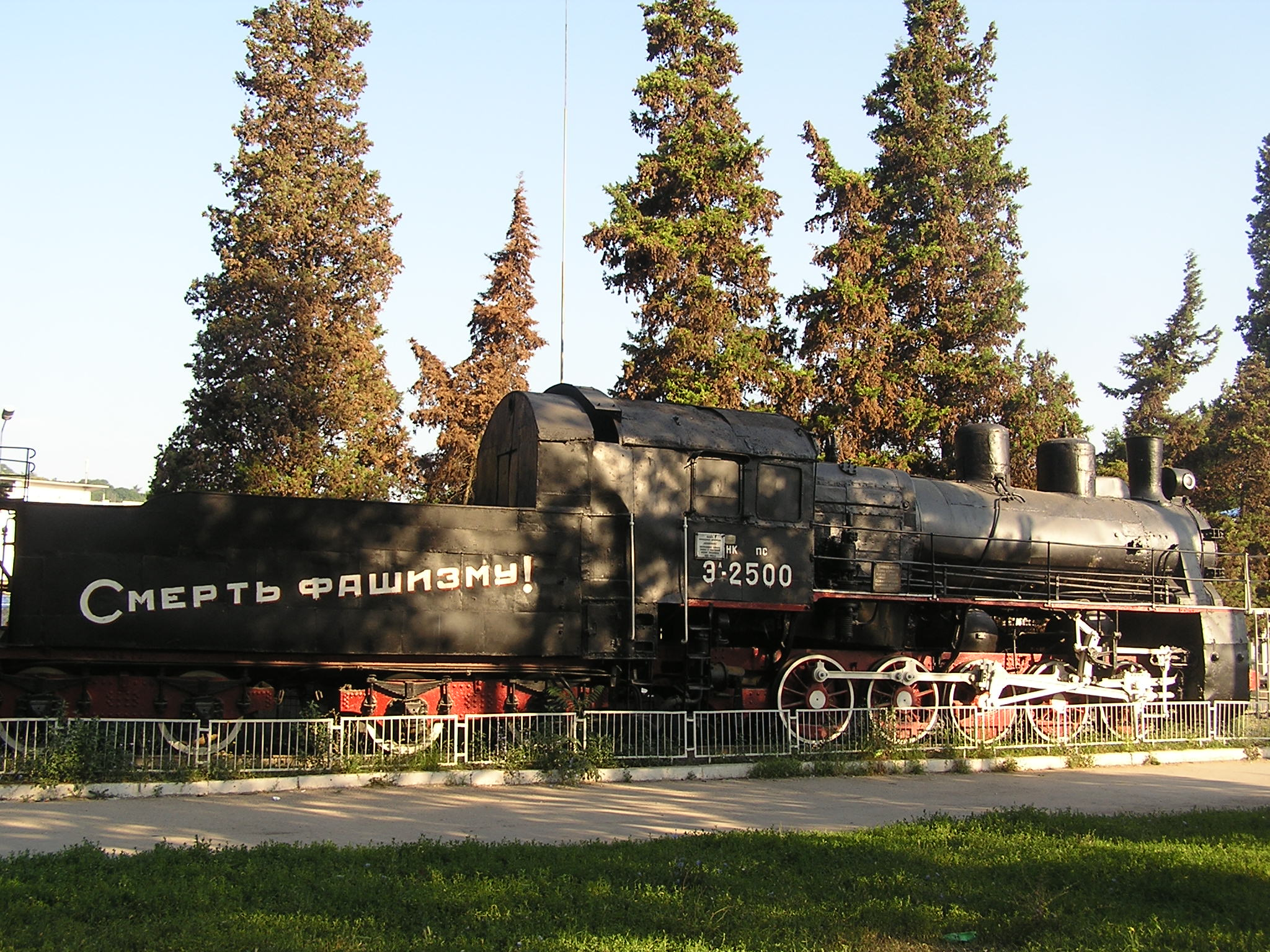
E^{L} sorozatú gőzmozdony, amelyet 1917-ben készített a gyár

A Malisev Gépgyár (ukránul: Завод імені В. О. Малишева, magyar átírásban: Zavod imenyi V. O. Maliseva) állami tulajdonban lévő ukrán nehézgépgyártó vállalat Harkivban. Fő termékei a harcjárművek, emellett dízelmotorokat, mezőgazdasági berendezéseket, szénbányászati eszközöket és szélerőműveket is gyárt. Vjacseszlav Malisev szovjet politikusról nevezték el. Ott tervezték és gyártották a BT harckocsikat és a T–34 harckocsit is. A gépgyár szoros együttműködésben tevékenykedik a harcjárműveket fejlesztő Harkivi Gépipari Tervezőirodával (HKMB). 2014-től az ukrán hadiipari cégeket összefogó UkrOboronProm állami holdinghoz tartozik. Fő gyártmányai napjainkban az Oplot és a Bulat harckocsi, a BTR–4 páncélozott szállító harcjármű, valamint harckocsi-dízelmotorok.

## Története
A gyár elődjét, a Harkovi Gőzmozdonygyárat (HPZ) 1895-ben alapította a szentpétervári Orosz Gőzmozdony- és  Gépgyártó Részvénytársaság (PRiMO) a Harkivi pályaudvar szomszédságában. A vállalat még az alapítás évében szerződést kötött az Oroszországi Vasutakkal évi 150 darab gőzmozdony gyártására. A ORiMO 1895 szeptemberében vásárolta meg a szükséges földterületet, majd október végén, november elején elkezdődött az építkezés. Az öntöde már a következő évben működött, majd 1987 második felére elkészültek a kulcsfontosságú üzemek. Hivatalosan 1897. november 1-jén indult el az üzem. Ebben az évben, december 5-én készült el az első gőzmozdony, egy OD sorozatú mozdony. A gőzmozdonyok mellett később fokozatosan bővült a termékválaszték. 1911-1912-ben elindult a mezőgazdasági  gépek és berendezések, valamint a nyersolajmotorok előállítása is.